# 1220
1220 (MCCXX) fue un año bisiesto comenzado en miércoles del calendario juliano.

## Acontecimientos
- 8 de agosto: en el castillo de Lihula, 114 km al suroeste de Talin (Estonia), las tribus estonias derrotan a los suecos en la batalla de Lihula.[1]
- Los daneses ocupan el norte de Estonia e inician la construcción del castillo Tallinn.
- La orden de los Caballeros de San Juan (posteriormente Caballeros de Malta) se transforman en orden militar bajo Raimundo de Puy.
- En Francia, el cardenal Conrad funda la Universidad de Montpellier, que en 1289 será confirmada por el papa Nicolás IV mediante bula. La universidad será suprimida durante la Revolución francesa (1789‑1799) y restablecida en 1896.
- Gengis Kan toma la ciudad de Samarcanda después de cinco días de asedio, masacra a todos sus habitantes, la saquea y la destruye.

## Nacimientos
- 1 de noviembre: Alfonso de Poitiers, aristócrata («príncipe») francés (f. 1271), hermano y mano derecha del rey Luis IX de Francia.
- Sancha Alfonso de León, aristócrata leonesa, hija ilegítima del rey Alfonso IX de León y de Teresa Gil de Soverosa.
- Gastón VII de Bearne, aristócrata («vizconde de Bearne, de Oloron, de Brulhois, de Gabardán, de Moncada, de Vic, de Montanyola y de Vacarisas», y «señor de la baronía de Castellví de Rosanes») provenzal (f. 1290).
- Brunetto Latini, notario y filósofo florentino (f. 1294 o 1295), canciller de la República florentina.
- Aleksandr Nevski, aristócrata («príncipe de Nóvgorod», «príncipe de Kiev» y «príncipe de Vladímir-Súzdal») y líder ruso (f. 1263), considerado santo de la Iglesia ortodoxa rusa; segundo hijo del gran príncipe Yaroslav II, y de Teodosia Rostislava Mstislavna.

## Fallecimientos
- Urraca de Castilla, aristócrata («reina consorte de Portugal») por su matrimonio con el rey Alfonso II de Portugal; fue hija del rey Alfonso VIII de Castilla y de Leonor de Plantagenet, y fue madre de los reyes Sancho II y Alfonso III de Portugal.
- Sancho Fernández de León "el Cañamero", aristócrata («infante») leonés, hijo del rey Fernando II de León y de Urraca López de Haro.